# Jamna-kulturen
Jamna-kulturen eller jamnaja-kulturen (russisk: Ямная культура,/ukrainsk: Ямна культура fra russisk/ukrainsk яма, grube, derfor også benævnt som Grubegravskulturen eller Okkergravskulturen) er en kultur fra sen kobberalder og tidlig bronzealder, der var udbredt mellem floderne Buh i Ukraine og Dnestr i Rumænien på den Pontisk-Kaspiske slette mellem 3.500 og 2.200 f.Kr. Kulturen var overvejende nomadisk, men i nærheden af floder og få befæstede landsbyer forekom der agerbrug.

## Karaktertræk
Jamna-kulturen er karakteriseret ved en særlig begravelsesskik, hvor de døde blev lagt i grubegrave, der blev dækket af en gravhøj (kaldet kurgan). Liget blev i reglen dækket med okker og lagt med bøjede knæ. I flere grave er der fundet gravgaver, ofte i forbindelse med senere gravlægninger. Gravene kunne også indeholde rester af offerdyr, fx køer, svin, får, geder eller heste. Det gør kulturen til et en af de oftest nævnte kandidater til præ-indoeuropæerne..
De ældste kendte eksempler i Østeuropa på en vogn eller kærre med hjul er fundet i gravhøjen Storosjova mohyla i Dnipro i Ukraine. Udgraveren A.I. Trenosjkin har knyttet den til Jamna-kulturen.[kilde mangler]
Den nyopdagede grav i Luhansk er fundet i forbindelse med høje (ofte kaldet Ukrainske pyramider), der er blevet karakteriseret som templer eller helligdomme, hvor mennesker muligvis blev ofret og begravet.[kilde mangler]

## Spredning og identifikation
Den litauiske arkæolog Marija Gimbutas’ Kurgan-hypotese har identificeret Jamna-kulturen med de sene præ-indoeuropæere, og hun gjorde den dermed sammen med den foregående Sredny Stog-kultur til den mest sandsynlige kandidat til de indoeuropæiske sprogs oprindelsessted (Urheimat), dvs. området hvor de folkeslag, der oprindeligt talte proto-indoeuropæisk, boede, inden sproget spredte sig ud over det nuværende indoeuropæiske sprogområde. Denne forbindelse bygger især på sammenligninger mellem arkæologisk materiale og lingvistiske studier. Mod vest grænsede kulturen op til katakombe-kulturen og mod øst til Poltavka-kulturen og Srubna-kulturen.
Jamna-kulturens udgangspunkt er usikkert, men den er antagelig udviklet fra Khvalynsk-kulturen ved Volga og Sredny Stog-kulturen ved Dnepr. Pavel Dolukhanov mener imidlertid, at Jamna-kulturens opståen repræsenterer en social udvikling af forskellige bronzealderkulturer; dvs. at udviklingen er udtryk for social stratifikation og etableringen af nye nomadiske høvdingedømmer. Det øgede kontakten mellem de til da meget forskelligartede grupper og medførte en homogenisering af dem.
Jamna-folket er en stor del af det danske folks og Europas genetiske forfædre.

## Redskaber m.m.
|  |  |  |  |